# Franco Vanzini
Franco Vanzini (Boara, 14 settembre 1941 – Ferrara, 16 ottobre 2019) è stato un calciatore e allenatore di calcio italiano, di ruolo centrocampista o attaccante.

## Carriera

### Giocatore
Ala sinistra, cresce calcisticamente nella squadra del paese in cui si era trasferito con i genitori, Francolino, per giocare successivamente in Prima Categoria (allora quinto livello del calcio italiano) nel Frosinone, durante il servizio militare. Viene ceduto nel 1961 all'Ortona, in Serie D e passa in Serie B al Bari di Pietro Magni. Promosso il Bari in Serie A, Vanzini esordisce nella massima serie il 12 gennaio 1964 a Firenze (vittoria della Fiorentina per 1-0) e il 9 febbraio 1964 segna la rete che consente al Bari di pareggiare la gara casalinga contro la Juventus, passata in vantaggio con Omar Sívori. Va in goal anche nelle due giornate seguenti; a fine stagione i galletti retrocedono in serie cadetta.
Dopo un ulteriore campionato nel capoluogo pugliese, resta ancora in Serie B e in Puglia, stavolta con i biancoazzurri del Trani. Torna quindi in Serie A con il Brescia nel 1967 (con cui totalizza tre presenze), poi è in seconda serie alla Reggina nel 1967-1968; gioca ancora in Puglia e di nuovo in Serie B, per due campionati con il Foggia, dove nel campionato 1969-70 contribuisce alla promozione della squadra rossonera in prima serie. Approda poi nel 1970 all'Alessandria, in Serie C, per chiudere, nel 1974, con il calcio a livello professionistico e seguitare a giocare per diversi anni a livello dilettantistico, in squadre della provincia di Ferrara e Rovigo.

### Allenatore
Ritiratosi dal calcio giocato, ha proseguito come allenatore di squadre dilettantistiche e giovanili, assumendo, per alcuni anni, anche il ruolo di allenatore nelle giovanili della SPAL.

## Palmarès

### Club

#### Competizioni nazionali
- Coppa Italia Semiprofessionisti: 1

Alessandria: 1972-1973
- Serie C: 1

Alessandria: 1973-1974